# Términus
Términus es un planeta ficticio ubicado en el borde de la Vía Láctea, que desempeña un papel fundamental en las novelas del Ciclo de Trántor, de Isaac Asimov. Términus es la capital de la Primera Fundación.

## Geografía
En el universo ficticio de Asimov, Términus es un planeta solitario, orbitando una estrella aislada, carente de metales en su geología. Su atmósfera es respirable y su gravedad normal. El planeta más cercano es Anacreonte, a 8 pársecs de distancia (26 años luz). Debido a su ubicación en el borde de la Galaxia, casi no hay estrellas en su cielo nocturno. Está en la antípoda galáctica del planeta Trántor (considerando que la Galaxia es una espiral) donde se fundó la Segunda Fundación. Es el planeta más alejado del Centro Galáctico; su nombre refleja ese hecho: en latín, Terminus significa "extremo".
Posee grandes océanos, plagados de pequeñas islas. La isla más grande está completamente cubierta por la enorme Ciudad Términus. Existen más de 10 000 islas deshabitadas en el planeta. El clima es benévolo. Antes de la ocupación humana, existía cierta vida nativa en Términus, luego conservada solo en zoológicos.
La capital de Términus es Ciudad Términus, el centro de la Fundación. En Ciudad Términus se encuentran varios lugares relevantes para la historia de la Fundación, incluyendo la Cúpula de Seldon (donde un holograma preprogramado de Hari Seldon envía su mensaje a las generaciones futuras) y los cuarteles de la Enciclopedia Galáctica. Otras ciudades de Términus son Aguropol, Ciudad Newton y Stanmark.

### Historia
Cuando el Imperio Galáctico entró en decadencia, Hari Seldon, miembro de la corte del Emperador Cleón I, desarrolló la ciencia de la Psicohistoria. De esta manera, predijo que cuando el Imperio terminara de derrumbarse, comenzaría una edad oscura de 30 000 años, con la galaxia sumida en el caos. Esta edad terminaría con el ascenso de un Nuevo Imperio. Usando las leyes de esta nueva ciencia, Seldon inventó un plan para reducir el interregnum de 30 000 a solo 1000 años, plantando las semillas de una nueva civilización.
Seldon, con la ayuda de Las Zenow (bibliotecario mayor de Trántor), encontró dos planetas donde crear civilizaciones adecuadas para convertirse en un Segundo Imperio Galáctico milenios después. Tras una larga búsqueda, Términus fue elegido como el más apropiado. Seldon manipuló a la poderosa Comisión de Seguridad Pública para enviar una colonia bajo su control a Términus. La colonia estaba formada por 100.000 científicos especialmente elegidos, de buena salud, con el propósito oficial de publicar la primera Enciclopedia Galáctica. Sin embargo, el verdadero motivo de Seldon era crear el núcleo de una civilización que luego sería conocida como Fundación. 

## Vésase también
- Trántor

- Datos: Q1093762